# Lars Berg (ingenjör)
Lars Berg (i riksdagen kallad Berg i Luleå, senare Berg i Stockholm), född 27 januari 1838 på Strömbacka bruk i Bjuråkers socken, Gävleborgs län, död 30 januari 1920 i Oscars församling, Stockholm, var en svensk ingenjör, ämbetsman och riksdagsman.

## Biografi
Berg blev student vid Uppsala universitet 1856, avlade utgångsexamen vid Högre artilleriläroverket på Marieberg 1860 och befordrades till löjtnant vid Väg- och vattenbyggnadskåren 1862, till kapten 1873 samt till major och distriktschef i övre norra väg- och vattenbyggnadsdistriktet 1883. Han utnämndes 1885 till landshövding i Norrbottens län, 1893 till överste och chef för Väg- och vattenbyggnadskåren samt till generaldirektör och chef i Väg- och vattenbyggnadsstyrelsen. Från dessa befattningar avgick han med pension 1903.
För studier i sitt yrke, särskilt flodreglerings- och flottningsbyggnader, företog Berg utländska resor 1868 och 1884. Hans verksamhet var huvudsakligen ägnad åt utvecklingen av Norrlands kommunikationsväsende. Speciellt lade han hand vid ett mycket stort antal flottregleringar, och han var chef för flottning och dess byggnader i Indalsälven 1868-77. Även för lagstiftningen rörande dessa ämnen togs Bergs insikter i anspråk; han kallades nämligen 1876 till ledamot i vägkommittén för utarbetande av förslaget till ny väglag, och såsom tekniskt biträde åt nya lagberedningen 1877-78 deltog han i utarbetande av dess förslag till de nya vattenrättsförordningarna. På 1870-talet medverkade han till åvägabringandet av järnvägsförbindelserna i Jämtland och Medelpad, särskilt Sundsvall-Torpshammarsbanan, och ledde utförandet av Österströms Järnväg nära Sundsvall samt vattenlednings- och dräneringsarbetena i nämnda stad, där han länge var bosatt.

### Landshövding
Som Norrbottens läns landshövding verkade Berg med kraft för dess utveckling, bland annat genom anläggning av samfärdsmedel, utdikning av frostförande marker samt landets i samband därmed stående kolonisation genom nybyggeväsendets främjande, och hans upprepade framställningar till Kungl. Maj:t medverkade i sin mån till att statsmakterna inom få år fördubblade såväl vägfonden som frostminskningsfonden: Enligt Bergs förslag och utredning beslöts 1890 den s.k. militärvägens anläggning, genom vilken en länge saknad inre tvärväg genom Norrland, från Boden över Lycksele till Östersund, bereddes. Avvittringsverket bragtes nära sin fullbordan genom av honom meddelade avvittringsutslag i Gällivare, Jokkmokks och Arjeplogs socknar (omfattande 1/8 av hela rikets areal).
Berg var ordförande bl.a. i apatitkommissionen. För främjande av ett mer intensivt och efter förhållandena avpassat jordbruk i de nordligaste provinserna framlade han den med sakkunniga kommitterades biträde utarbetade planen till växtbiologiska anstalten i Luleå. På hans initiativ bildades och oktrojerades 1892 Norrbottens enskilda bank. Han verkade vidare för en fullständigare utbildning av länets småskollärare, slöjdens införande i dess folkskolor och svenska språkets utbredning bland den finsktalande befolkningen, särskilt genom inrättande av folkskolor närmare språkgränsen. Han stiftade bl.a. Norrbottens läns museiförening, jaktvårdsförening, förening för frigivna fångars vård och filial av Allmänna försvarsföreningen m.m.
Nuvarande Luleå domkyrka invigdes 1893. År 1887 var den stora branden i Luleå stad och den dåvarande stenkyrkan på platsen, den gamla Gustafskyrkan som var från slutet av 1700-talet, totalförstördes i branden. Gustafskyrkan brann den 11 juni 1887 och på årsdagen 1889 nedlades, enligt kyrkorådets beslut, grundstenen för den nuvarande Luleå domkyrka i en högtidlig ceremoni ledd av "landshöfding" Lars Berg i Norrbottens län.

### Riksdagsman
Berg var 1890-1899 samt 1902-1910 ledamot av riksdagens första kammare för Norrbottens läns valkrets och intog genast ett bemärkt rum bland den tullskyddsvänliga majoriteten i Första kammarens protektionistiska parti. Han var 1890-93 ordförande i kammarens tillfälliga utskott n:r 1 eller n:r 2, vid urtima riksdagen 1892 ledamot i Särskilda (försvars-)utskottet, 1894 ledamot i Bevillningsutskottet samt 1894 och 1899 medlem av kammarens förtroendenämnd ("tiomannarådet"). Åren 1903-07 var han ledamot av Konstitutionsutskottet. Han motionerade 1891 om det stora och det lilla kreditivets höjning och deltog 1895 i motionerna om ett inhemskt försvarslån samt om mellanrikslagens uppsägning. Under unionskrisen ville han ej göra några eftergifter åt norrmännen och var medmotionär om det s.k. krigskreditivet på 100 miljoner kr. År 1898 blev han ledamot av Lantbruksakademien. Under hans sista år i riksdagen, 1910, var han med i det förenade högerpartiet.

### Familj
Berg var gift med Freja Eleonora (Ellen) Weidenhielm, född den 17 augusti 1850 i Jönköping, död den 4 december 1927 i Stockholm. Dottern Maud var gift med Hugo Hultenberg.